# سوبر جي تي
سوبر جي تي هي سلسلة سباقات سيارات بدأت في 1993  وهي أعلى مستوى لسباقات السيارات في اليابان.